# هوب دوراشيك

هوب دوراشيك (بالإنجليزية: Hope Dworaczyk)‏ هي سيدة أعمال، عارضة بلاي بوي، مقدمة برامج أمريكية ولدت في 21 نوفمبر 1984، أشتهرت لاختيارها بلاي بوي بلاي ميت لشهر أبريل 2009 وبلاي ميت لعام 2010.

## حياتها الشخصية
تزوجت هوب من الملياردير روبرت إف. سميث في 25 يوليو 2015  ولديهم 4 أطفال.

## وصلات خارجية
- هوب دوراشيك على موقع IMDb (الإنجليزية)